# Fidżi na Mistrzostwach Świata w Lekkoatletyce 2017
Fidżi na Mistrzostwach Świata w Lekkoatletyce 2017 – reprezentacja Fidżi podczas Mistrzostw Świata w Londynie liczyła 1 zawodnika, który nie zdobył medalu.

## Skład reprezentacji
| Zawodnik          | Konkurencja        | Eliminacje | Eliminacje | Półfinał | Półfinał | Finał | Finał   |
| Zawodnik          | Konkurencja        | Wynik      | Pozycja    | Wynik    | Pozycja  | Wynik | Pozycja |
| ----------------- | ------------------ | ---------- | ---------- | -------- | -------- | ----- | ------- |
| Sailosi Tubuilagi | Bieg na 400 metrów | 48,98      | 48.        | NQ       | NQ       | NQ    | NQ      |